# قماربازان
قماربازان (به انگلیسی: The Rounders) فیلمی کوتاه و صامت، به نویسندگی و کارگردانی و تدوین و بازی چارلی چاپلین و تولید سال ۱۹۱۴ می‌باشد.

## داستان
دو مرد مست (چارلی و راسکو) با زنانشان درگیر می‌شوند و آنها را رها می‌کنند و با یکدیگر به کاباره می‌روند. اما زنانشان به دنبالشان می‌آیند و با آنها درگیر می‌شوند. آن دو مرد فرار می‌کنند و با قایق به دریا می‌روند و می‌خوابند، اما قایق سوراخ است و آنها کم‌کم به داخل آب فرومی‌روند.

## بازیگران
- چارلی چاپلین به عنوان مرد عیاش
- راسکو آرباکل به عنوان همسایه چارلی
- فیلیس آلن به عنوان همسر چارلی
- مینتا دارفی به عنوان همسر راسکو
- ال سنت جان به عنوان پیشخدمت مهمانخانه
- جس دندی به عنوان کسی که شام می‌خورد
- والاس مک‌دونالد به عنوان کسی که شام می‌خورد
- چارلی چیس به عنوان کسی که شام می‌خورد
- بیلی گیلبرت به عنوان نگهبان
- سیسیل آرنولد به عنوان مهمان هتل
- دیکسی چن به عنوان کسی که شام می‌خورد
- ادوارد اف. کلاین به عنوان مهمان هتل در لابی
- تد ادواردز به عنوان پلیس
- ویلیام هابر به عنوان پیشخدمت
- بیلی گیلبرت در نقش دربان
- ادگار کندی